# 74 v.Chr.
Het jaar 74 v.Chr. is een jaartal volgens de christelijke jaartelling.

## Gebeurtenissen

### Europa
- Gnaeus Pompeius Magnus sticht in Hispania de stad Pamplona, hij vestigt er een Romeins legerkamp tegen de opstandige Romeinen van Quintus Sertorius.

### Klein-Azië
- Nicomedes IV van Bithynië overlijdt en maakt zijn koninkrijk bij testament over aan Rome. Bithynië, met de hoofdstad Nicomedia, wordt bij de Romeinse provincie Pontus et Bithynia ingelijfd.
- Begin van de Derde Mithridatische Oorlog, Mithridates VI laat de Pontische vloot opbouwen. Sertorius een bondgenoot van Pontus, stuurt officieren om het leger te trainen.

Afrika
- De Romeinen veroveren Cyrenaica.

### China
- Han Xuandi (74 - 49 v.Chr.) volgt Han Zhaodi op als keizer van het Chinese Keizerrijk. Hij is een kleinzoon van Han Wudi.

## Overleden
- Gaius Aurelius Cotta (~124 v.Chr. - ~74 v.Chr.), Romeins consul en staatsman (50)
- Han Zhaodi (~94 v.Chr. - ~74 v.Chr.), keizer van het Chinese Keizerrijk (20)
- Nicomedes IV, laatste koning van Bithynië